# Saint-Jacut-les-Pins
Saint-Jacut-les-Pins település Franciaországban, Morbihan megyében. Lakosainak száma 1733 fő (2022. január 1.). Saint-Jacut-les-Pins Peillac, Saint-Vincent-sur-Oust, Allaire, Saint-Gorgon, Saint-Perreux, Caden és Malansac községekkel határos.

## Népesség
A település népessége az elmúlt években az alábbi módon változott:
| Lakosok száma | 1485 | 1590 | 1570 | 1702 | 1728 | 1741 | 1733 | 1747 | 1742 | 1733 |
|               | 1968 | 1982 | 1990 | 2006 | 2013 | 2015 | 2017 | 2019 | 2020 | 2022 |